# Ton Oosterhuis
Anton (Ton) Oosterhuis (Enschede, 21 juli 1925 – Rhoon, 11 juni 2017) was een Nederlands (kinderboeken)schrijver, historicus, wiskundige en marktonderzoeker. Hij schreef ruim vijftig boeken.

## Biografie
Oosterhuis wordt geboren in Enschede in een gezin met drie jongens. Hij groeit op in Zaandam waar zijn vader een bakkerij heeft. Op de basisschool begint hij met het schrijven van verhalen over ridders en zelfbedachte sprookjesfiguren. Niet veel later, als tiener, waagt hij zich ook aan de poëzie.
Vóór de Tweede Wereldoorlog schrijft de jonge Ton al liedjes voor de AJC, de jongerenorganisatie van de toenmalige SDAP, waar hij zich als lid heeft aangemeld.
Als de oorlog uitbreekt, trekt hij na het voltooien van de HBS met een gitaar door het land. In 1943 moet hij onderduiken. In het illegale Zaans Groen van Klaas en Mart Woudt publiceert hij gedichten onder het pseudoniem Fred van Enske.
Na de oorlog werkt Oosterhuis als journalist bij Het Vrije Volk. Hij is actief voor Nieuwe Koers, de jongerenorganisatie van de Partij van de Arbeid. Vanaf 1950 is bij de Partij van de Arbeid verantwoordelijk voor de publicaties Arbeid en Paraat. Intussen schrijft hij cabaretteksten, meispelen, toneelstukken, gedichten en liedjes.
Oosterhuis schrijft zijn eerste kinderboek, De Kleine Ranseldrager, een verhaal over het leven van een veertienjarige jongen tijdens de Tachtigjarige Oorlog. Het wordt in 1954 uitgegeven bij de Arbeiderspers in de AP-jeugdserie.
Hij studeert achtereenvolgens Geschiedenis en Sociologie aan Economische Hogeschool, de latere Erasmus Universiteit. In 1955 werkt hij als PR-medewerker bij Coop. Als het hem niet lukt om een afdeling marktonderzoek op te zetten bij de Coop stapt hij over naar Unilever. Oosterhuis is een pionier in het toepassen van statistische technieken in onderzoek en analyse. Bij gebrek aan computerprogramma's voor marktonderzoek schrijft hij deze zelf. Hij schrijft (mee) aan boeken en cursusmateriaal voor marktonderzoek en schrijft "De pijl van Zeno" over de geschiedenis van de statistiek.
Ook blijft hij kinderboeken schrijven. "De wonderbenen van Umberto" - met illustraties van Peter van Straaten wordt in 1966 bekroond door de Rotterdamse Kinderjury als beste kinderboek van het jaar. Hij schrijft 13 kinderboeken, bijna 20 historische boeken en talloze bundels poëzie, waaronder vertaalde sonnetten van Shakespeare en de gedichten van Christine de Pizan.
Tijdens zijn leven bekleedt hij diverse bestuursfuncties, onder andere bij de VvL (penningmeester, tot 1978), LIRA (secretaris en penningmeester, tot 1999), BUMA-STEMRA (voorzitter, tot 1996) en de Vereniging van Marktonderzoekers (1990-1995).

### Radio
Oosterhuis zingt af en toe liedjes in het radioprogramma van Gabri de Wacht bij de VARA. Van 1954 tot 1955 brengt hij 70 afleveringen van zijn Binkieballades (geïnspireerd op de uitspraken en acties van zijn peuterzoon Nick Oosterhuis) in het zondagochtendprogramma “Weer of Geen Weer” van Bert Garthof.
Van de vele nummers die hij schrijft wordt in 1996 een bloemlezing op cd uitgebracht.

## Privé
Ton Oosterhuis is de vader van Nick Oosterhuis.